# Mistrovství světa ve fotbale klubů 2007
Mistrovství světa ve fotbale klubů 2007 se hrálo od 7. prosince do 16. prosince 2007 v Japonsku.
Vítězem se stal AC Milán.

## Kvalifikované týmy
| Tým                                | Konfederace | Způsob kvalifikace |
| ---------------------------------- | ----------- | --- |
| Přímo kvalifikováni do semifinále  |             | |
| CA Boca Juniors                    | CONMEBOL    | Vítěz Copa Libertadores 2007 |
| AC Milán                           | UEFA        | Vítěz Ligy mistrů UEFA 2006/07 |
| Přímo kvalifikováni do čtvrtfinále |             | |
| Étoile Sportive du Sahel           | CAF         | Vítěz Ligy mistrů CAF 2007 |
| CF Pachuca                         | CONCACAF    | Vítěz CONCACAF Champions' Cup 2007 |
| Urawa Red Diamonds                 | AFC         | Vítěz Ligy mistrů AFC 2007 |
| Hráli předkolo                     |             | |
| Sepahan FC                         | Hostitel    | Poražený finalista Ligy mistrů AFC 2007. Toto místo bylo vyhrazeno pro vítěze Japonské ligy, ale Urawa Red Diamonds vyhrál asijskou ligu mistrů, a tak na mistrovství světa ve fotbale klubů postoupil poražený finalista Ligy mistrů AFC. |
| Waitakere United                   | OFC         | Vítěz Ligy mistrů OFC 2007 |

## Zápasy
Všechny časy jsou místní (UTC+9)

### Předkolo
| 12. prosinec 2007 19:45             |          |                      |                                                                            |
| Sepahan FC                          | 3–1      | Waitakere United     | Olympijský Stadion, Tokio diváci: 24 788 rozhodčí: Marco Antonio Rodríguez |
| Emad Mohammed 3' 4' Abdul-Wahab 47' | (Report) | Aghily 74' (vlastní) | Olympijský Stadion, Tokio diváci: 24 788 rozhodčí: Marco Antonio Rodríguez |

### Čtvrtfinále
| 9. prosinec 2007 14:45   |          |            |                                                                |
| Étoile Sportive du Sahel | 1 – 0    | CF Pachuca | Olympijský Stadion, Tokio diváci: 34,934 rozhodčí: Mark Shield |
| Narry 85'                | (Report) |            | Olympijský Stadion, Tokio diváci: 34,934 rozhodčí: Mark Shield |

| 10. prosinec 2007 19:30 |          |                                               |                                                              |
| Sepahan FC              | 1 – 3    | Urawa Reds                                    | Toyota Stadium, Tojota diváci: 33,263 rozhodčí: Coffi Codjia |
| Karimi 80'              | (Report) | Nagai 32' Washington 54' Aghily 70' (vlastní) | Toyota Stadium, Tojota diváci: 33,263 rozhodčí: Coffi Codjia |

### Semifinále
| 12. prosinec 2007 19:30  |          |                 |                                                                    |
| Étoile Sportive du Sahel | 0 – 1    | CA Boca Juniors | Olympijský stadion, Tokio diváci: 37,255 rozhodčí: Claus Bo Larsen |
|                          | (Report) | Cardozo 37'     | Olympijský stadion, Tokio diváci: 37,255 rozhodčí: Claus Bo Larsen |

| 13. prosinec 2007 19:30 |          |             |                                                                          |
| Urawa Reds              | 0 – 1    | AC Milán    | International Stadium, Jokohama diváci: 67,005 rozhodčí: Jorge Larrionda |
|                         | (Report) | Seedorf 68' | International Stadium, Jokohama diváci: 67,005 rozhodčí: Jorge Larrionda |

### Zápas o bronz
| 16. prosinec 2007 16:00         |          |                    |                                                                        |
| Étoile Sportive du Sahel        | 2 – 2    | Urawa Reds         | International Stadium, Jokohama diváci: 53,363 rozhodčí: Peter O'Leary |
| Ben Frej 5' (pen.) Chermiti 75' | (Report) | Washington 35' 70' | International Stadium, Jokohama diváci: 53,363 rozhodčí: Peter O'Leary |

|                                 |       | Penaltový rozstřel           |  |
| Nafkha Ghezal Ben Nasser Traoui | 2 – 4 | Washington Abe Nagai Hosogai |  |

### Finále
| 16. prosinec 2007 19:30                             |          |                                                       |                                                                                  |
| CA Boca Juniors                                     | 2 – 4    | AC Milán                                              | International Stadium, Jokohama diváci: 68,263 rozhodčí: Marco Antonio Rodríguez |
| Rodrigo Palacio 22' Massimo Ambrosini 85' (vlastní) | (Report) | Filippo Inzaghi 21' 71' Alessandro Nesta 50' Kaká 61' | International Stadium, Jokohama diváci: 68,263 rozhodčí: Marco Antonio Rodríguez |

## Vítěz
| Mistrovství světa ve fotbale klubů 2007 AC Milán První titul Dida, Daniele Bonera, Alessandro Nesta, Kacha Kaladze, Paolo Maldini , Gennaro Gattuso, Andrea Pirlo, Massimo Ambrosini, Kaká, Clarence Seedorf, Filippo Inzaghi, Emerson, Cafu, Cristian Brocchi Trenér Carlo Ancelotti |